# 朱道日
朱 道日（朱 道一、朱 道逸、チュ・ドイル、朝鮮語: 주도일、1920年11月2日 - 1994年7月5日）は、朝鮮民主主義人民共和国の軍人、政治家。朝鮮民主主義人民共和国国防委員会委員、朝鮮労働党中央委員会委員、朝鮮労働党中央軍事委員会委員、平壌防御司令官などを歴任。朝鮮人民軍における軍事称号（階級）は次帥。金日成の抗日パルチザン時代に護衛兵を務め、金日成の側近として朝鮮民主主義人民共和国建国後に要職を歴任した。実戦経験が豊富で軍事学の知識があると評価され、狙撃兵部隊を創設し、軽歩兵戦力を強化するなど、朝鮮人民軍の近代化に貢献した。金正日が後継者として浮上すると、権力闘争を後押しした。

## 経歴
1920年に中華民国吉林省汪清県(間島)で生まれた。1935年に金日成が率いる抗日パルチザン組織に入隊し、金日成の伝令兵・護衛兵として活動した。1940年代にはソ連軍の偵察兵として豆満江周辺で活動した。抗日パルチザンとして活動している間に3人の息子を失った。1945年に日本が敗れ金日成が帰国すると、金日成の護衛部隊を指揮した。1946年、平壌学院が開校すると、金日成は自分の副官であった朱道日を学院の指揮成員として派遣した。米軍資料によれば、1947年5月当時、朱道日が学院の第1訓練大隊長を務めている。朝鮮戦争では大隊長として従軍した。
1954年にソ連に留学し、1958年に帰国した。帰国後は朝鮮人民軍第20旅団長に就き、1964年に第15師団師団長に就任した。1961年には朝鮮労働党中央委員会委員候補、最高人民会議第3期代議員に選出された。1970年には党中央委員会委員に選出され、1978年に第3軍軍団長に就いた。1980年には朝鮮労働党中央軍事委員会委員に選出され、1981年に人民武力部副部長に就任した。1985年に大将に昇進し、1988年に平壌防御司令官に就任した。1990年5月には最高人民会議によって朝鮮民主主義人民共和国国防委員会委員に選出され、1992年に次帥に昇進した。1994年7月5日に死去。大城山革命烈士陵に埋葬された。